# Нистерталь
Нистерталь (нем. Nistertal) — община в Германии, в земле Рейнланд-Пфальц. 
Входит в состав района Вестервальд. Подчиняется управлению Бад Мариенберг (Вестервальд).  Население составляет 1316 человек (на 31 декабря 2010 года). Занимает площадь 3,90 км².
Коммуна подразделяется на 2 сельских округа.